# Eduard De Lay

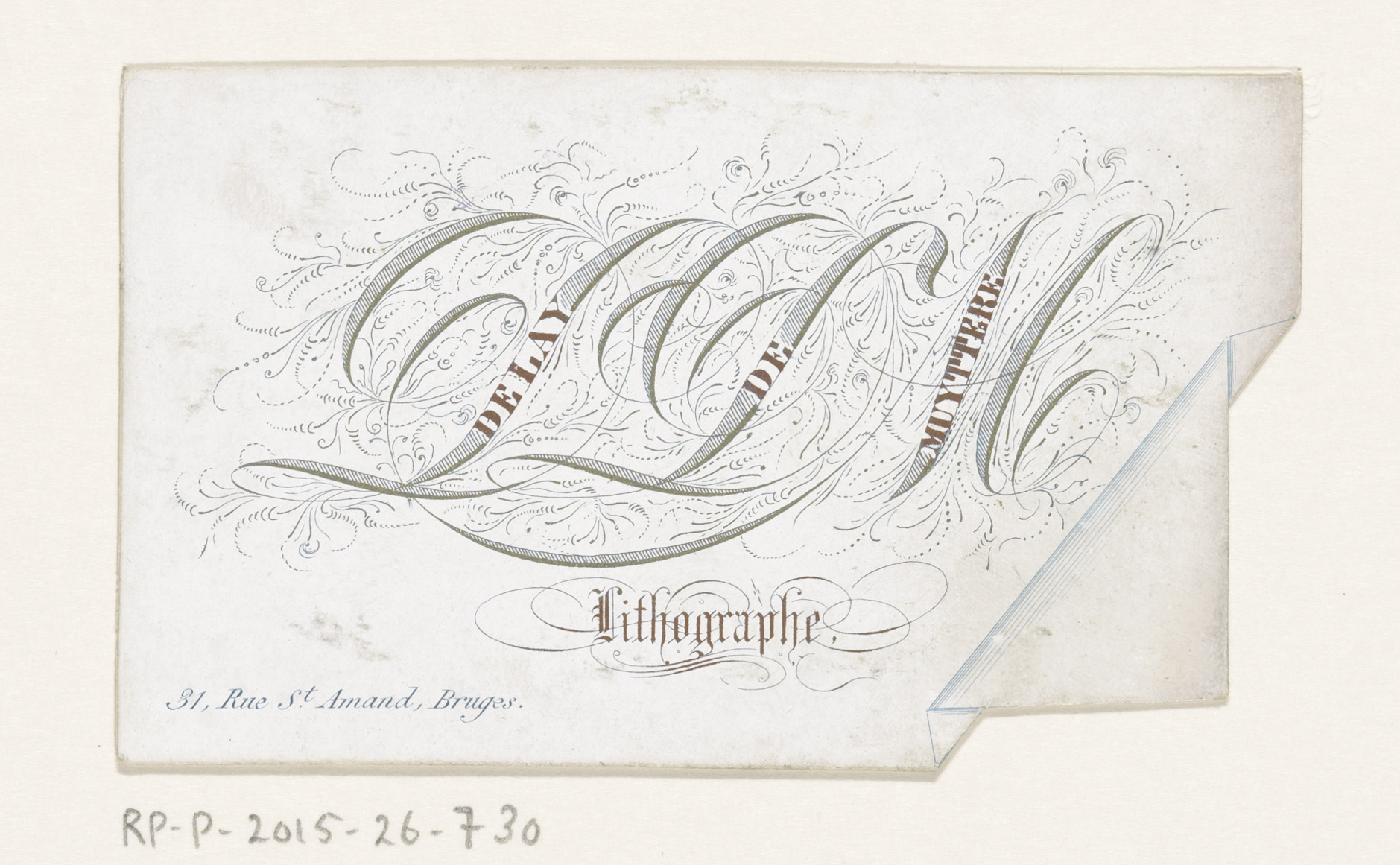
Visitekaart van Eduard De Lay
(Sint-Amandsstraat 31).

Eduard De Lay (Gent, 15 augustus 1816 - Brugge, 26 november 1857) was een Belgisch lithograaf, gevestigd in Brugge.

## Levensloop
De Lay was een zoon van Sylvester De Lay en Anna Bockstael. Hij leerde tekenen en etsen aan de Gentse kunstacademie. Hij trad vervolgens in dienst bij een van de Gentse steendrukkerijen.
In 1837 verhuisde hij naar Brugge, op verzoek van de steendrukker Edouard Daveluy, die hem in dienst nam in zijn drukkerij, eerst in de Ezelstraat, vervolgens in de Engelsestraat. In 1842 stichtte De Lay zijn eigen zaak in de Sint-Amandsstraat.
Hij trouwde met Rosalie De Muyttere en zijn zaak droeg de handelsnaam De Lay - De Muyttere.  Ze kregen drie kinderen: Alexander (°1843), Elisa (°1844) en Oscar (°1846). De vrouw baatte een winkel uit, waarin allerhande drukwerk en papierwaren werden verkocht.
De Lay begaf zich op het toen zeer geprezen domein van de porseleinkaarten. Ter gelegenheid van de Simon Stevinfeesten en van de inhuldiging van het standbeeld van Simon Stevin in 1846, maakte hij een kaart op groot formaat in zes kleuren gedrukt. Hij graveerde ook een aantal stadsgezichten, sommige van intussen verdwenen gebouwen. Bij de publiciteit die hij maakte voor zijn activiteiten, vermeldde hij de uitgebreide gamma aan drukwerk die hij aanbod: briefhoofden en facturen, naamkaartjes, rouwbrieven, huwelijksaankondigingen, wisselbrieven, facsimile's, plannen en geografische kaarten, enz. Hij benadrukte tevens dat hij jarenlang de steendruk had beoefend bij Daveluy.
In 1854 kocht De Lay een huis in de Noordzandstraat. Niet lang na de ingebruikname ervan, overleed hij. Zijn echtgenote werkte zo goed mogelijk verder maar overleed zelf vier maanden na haar man, op 26 maart 1858. Twee kinderen stierven kort voor hun moeder: Alexander op 6 februari 1858 en Elisa op 2 maart 1858. Het laatste gezinslid, Oscar, overleed op 10 augustus 1862. 
In 1858 werd de hele inboedel openbaar verkocht. Onder de te veilen goederen bevonden zich, naast de vele waren uit de winkel die zijn vrouw had gehouden, de inhoud van het lithografisch atelier, waaronder 650 gegraveerde of blanco stenen, verschillende drukpersen en graveertafels, enz.
De steendrukkerij De Lay-De Muyttere kende een korte maar intense bloeiperiode, waarvan enkele honderden uitstekend getekende porseleinkaarten getuigen.